# Human Conditions
Albums de Richard Ashcroft
Alone With Everybody
(2000) Keys To The World
(2006)
Human Conditions est le second album de chanteur-compositeur anglais Richard Ashcroft. Sorti par Hut Recordings le 21 octobre 2001, il est arrivé en 3e position sur le UK Albums Chart.

## Sortie et réception
Human Conditions a reçu un accueil commercial moins bon que le précédent album, Alone With Everybody, certifié disque de platine et arrivé n°1 au Royaume-Uni, arrivant en 3e position des charts et n'étant certifié que d'un disque d'or.
Les critiques ont été particulièrement dures. Ainsi, Nick Southall de Stylus Magazine l'a décrit comme "un album vraiment affreux", faisant remarquer que "Ashcroft se voit lui-même de façon évidente comme une sorte d'observateur commentateur incisif avec une plus grande profondeur de la compréhension de la condition humaine que ceux autour de lui. Cet album révèle avec une clarté alarmante qu'il est en fait un auteur-compositeur pauvre, un piètre parolier, et bouffon arrogant tout en même temps". Andrew Lynch de Entertainment.ie a donné deux étoiles sur cinq à l'album, le qualifiant de "tout à fait incroyablement ennuyeux". D'autres, comme Rowan Shaeffer de Contreculture, on soutenu l'album. Il lui a donné quatre étoiles sur cinq et a salué tous les aspects de l'album.
En 2003, alors qu'on l'interrogeait sur la réception de Human Conditions, Ashcroft a répondu: "If I had put on fifteen stone and Kate had left me and I’d almost [overdosed] on smack, then this record would have been received very well". Dans une entrevue de 2006 avec The Sun, Ashcroft a dit des lourdes critiques qu'il avait reçu : "Je ne dirai pas que j'ai été massivement touché. Je n'ai pas senti la paranoïa que j'ai ressenti quand The Verve se sépara..."

## Titres
Toutes les chansons sont composées et écrites par Richard Ashcroft
1. Check The Meaning – 8:04
2. Buy It In Bottles – 4:39
3. Bright Lights – 5:15
4. Paradise – 5:37
5. God In The Numbers – 6:58
6. Science Of Silence – 4:15
7. Man On A Mission – 5:29
8. Running Away – 4:16
9. Lord I'Ve Been Trying – 5:23
10. Nature Is The Law – 4:55

Bonus
1. The Miracle – 3:51

- Les versions américaine et japonaise de l'album bénéficient d'un titre bonus, à la base paru en tant que face-B du single Check The Meaning.

## Singles
1. Check The Meaning - 7 octobre 2002, n°11 sur le UK Singles Chart
2. Science Of Silence - 6 janvier 2003, n°14 sur le UK Singles Chart
3. Buy It In Bottles - 7 avril 2003, n°26 sur le UK Singles Chart

## Personnel
- Richard Ashcroft – chant, guitare, basse, claviers, Wurlitzer, coproducteur
- Peter Salisbury – batterie
- Kate Radley – claviers
- Martyn Campbell - basse

### Musiciens additionnels
- Talvin Singh – percussions, instruments traditionnels indiens
- Steve Sidelnyk – programmation, batterie
- Chuck Leavell – piano, orgue
- Jim Hunt – saxophon, flûte
- Craig Wagstaff – percussions
- Matt Clifford – Wurtlizter
- Brian Wilson – backing vocals, arrangements
- Richard Robson – programmation
- Will Malone – arrangements, arrangements des cordes
- The London Session Orchestra – cordes
- The London Community Gospel Choir – chœurs

### Techniciens
- Chris Potter – producteur, ingénieur son

## Charts
| Pays             | Chart                                         | Plus Haute Position |
| ---------------- | --------------------------------------------- | ------------------- |
| Royaume-Uni      | UK Albums Chart                               | 3e - Or             |
| Italie           | FIMI Albums Chart                             | 8e                  |
| Irlande          | Irish Albums Chart                            | 11e                 |
| Allemagne        | Media Control Charts                          | 14e                 |
| États-Unis       | Billboard Modern Rock                         | 19e                 |
| Norvège          | Norsktoppen Pop/Rock                          | 37e                 |
| Finlande         | Mitä Hittiä Chart                             | 39e                 |
| Autriche         | OMA Top 50                                    | 48e                 |
| Suisse           | Swisscharts Singles                           | 51e                 |
| Nouvelle-Zélande | Recording Industry Association of New Zealand | 58e                 |
| France           | SNEP Albums                                   | 67e                 |
| Pays-Bas         | Dutch Top 40                                  | 51e                 |